# Opérateur de marché
 (11 juin 2017).
Sa qualité peut être largement améliorée en utilisant un vocabulaire plus directement compréhensible.
Un opérateur de marché (ou opérateur financier) plus communément appelé trader, est un négociateur de produits financiers qui intervient sur les marchés financiers. Présent sur les marchés organisés comme sur les marchés de gré à gré, il est appelé cambiste lorsqu'il intervient sur le marché des devises.
Les opérateurs financiers relèvent le plus souvent front office. Ils travaillent ainsi dans la salle de marchés d'une banque d'investissement ou d'un fonds d'investissement. Certains d'entre eux sont habilités à traiter en dehors de la salle et en dehors des horaires de bureau.
Grâce à l'essor de plateformes de trading en ligne, des particuliers peuvent agir en tant qu'opérateurs indépendants et intervenir sur les marchés financiers dans des conditions parfois jugées similaires à celles des professionnels, et même influencer les cours de façon significative.

## Rôles
L'opérateur financier cherche à dégager des gains d'intermédiation sur des opérations d'achat et de vente ou de prêt et d'emprunt, tout en minimisant son risque.
Son objectif est de gérer un risque engagé par une prise de position sur le marché. Selon le bureau occupé par l'opérateur, la position sera prise à sa propre initiative ou à l'initiative d'un client, et la durée de tenue de la position sera plus ou moins longue.
Les opérateurs de marché sont généralement spécialisés par segment du marché financier, sauf ceux qu'on appelle opérateurs ventes, qui, eux, sont en contact avec la clientèle.
Par exemple, l'opérateur de marché actions est contacté (par l'intermédiaire d'un opérateur ventes) par un client désirant vendre une quantité donnée d'actions d'une société. En fonction de la tendance du marché et de sa liquidité, l'opérateur donne un prix à son client et lui achète les actions à ce prix. Il prend donc une position à l'achat sur ces actions. Une fois la position prise, l'opérateur doit gérer le risque porté par l'action en question. S'il anticipe une hausse du prix du titre détenu, il détermine un point de sortie, un prix auquel il revend les titres afin de dégager une plus-value. S'il anticipe une baisse, il doit les revendre assez rapidement pour se débarrasser du risque. Toutefois, un débouclage trop rapide sur une position importante peut provoquer une chute du cours du titre. L'opérateur peut donc être amené, après une analyse de la liquidité du titre, à fractionner sa vente en plusieurs ordres étalés sur une période.
Si l'opérateur tient sa position sur plusieurs jours, celle-ci doit être financée. On appelle coût de portage, le coût représenté par les intérêts des fonds implicitement empruntés sur le marché interbancaire pendant la durée du portage. Ce coût vient donc obérer les gains tirés des opérations.
Les opérateurs de marché sont généralement spécialisés par segment du marché financier. En effet, au sein d'une même banque d'investissement, la salle des marchés est organisée en bureaux. Chaque bureau a sa spécialisation (actions, produit dérivé, devises, etc.). De plus, sur chaque bureau, chaque opérateur a un horizon de temps différent (court terme, moyen terme, long terme).
On appelle animateur de marché celui qui, au sein de la salle de marché, agit en grossiste. Ses transactions sont standardisées et de grande taille. Il fait l'interface entre l'ensemble des donneurs d'ordre à l'intérieur de la banque et le marché.
Ce métier voit le nombre de postes se réduire depuis les années 2010 avec l'informatisation et l'automatisation du travail. La banque Goldman Sachs employait six cents opérateurs de marché actions en 2000 contre deux en février 2017 ; ils ont été remplacés par deux cents ingénieurs en informatique.

## Profils
Le négoce-minute (scalping) consiste à ne conserver des positions que quelques minutes ou quelques secondes. Les scalpers essaient de dénouer rapidement leurs positions au prix du marché en bénéficiant de fait d'une faible différence de prix. Ils réalisent de nombreuses opérations par jour. La taille des positions est relativement importante pour tirer un bon revenu de petites variations. Il faut savoir éviter d'être pris par un mouvement contraire à sa position, généralement en instaurant un ordre « Arrêt » ou « Stop ». Les autres intervenants trouvent toujours une contrepartie grâce aux scalpers.
Les négociateurs sur séance cherchent à anticiper la fluctuation générale des prix durant une séance et prennent une position acheteuse ou vendeuse selon leur appréciation. La taille des positions est plus importante que celle des scalpeurs. Les négociateurs sur séance prennent des positions différentes durant une séance mais ils annulent toujours leurs positions nettes avant la clôture des transactions, qu'ils soient gagnants ou perdants. L'horizon du négociateur sur séance est la journée : il doit pouvoir annoncer son profit ou sa perte en fin de journée, et éviter d'avoir alors des positions « ouvertes », c'est-à-dire des opérations non encore débouclées par une opération de sens contraire. Dans ce cas, il faut financer ces positions ouvertes auprès du bureau de trésorerie ; on appelle « coût de portage » le coût de ce financement, qui vient en déduction des gains de trading.
Les opérateurs au jour le jour prennent des positions sur quelques jours. Entre le négociateur sur séance et le swing trader, l'opérateur au jour accepte de garder des positions ouvertes d'une séance à l'autre.
Les swing traders détiennent de lourdes positions pendant plusieurs semaines. Grâce à une assise financière solide, ces spéculateurs sont capables d'absorber les fluctuations (en anglais, swings) défavorables à court terme, notamment en payant les appels de marges, et de tenir une position jusqu'au terme.
Selon le psychologue canadien Robert Hare, 10 % des opérateurs de marché peuvent être qualifiés de psychopathes ; ce pourcentage est 10 fois plus élevé que dans l'ensemble de la population.

## Stratégies

### Arbitrage de convertible
Arbitrage de convertible ((en) convertible arbitrage) : investit dans les obligations convertibles mal cotées sur le marché. Généralement, cette stratégie consiste à acheter l'obligation convertible, tout en vendant l'action sous-jacente à découvert.

### Sélection de titres
Sélection de titres : consiste à prendre des positions aussi bien longues (gains à la hausse) que courtes (gains à la baisse) sur des actions sélectionnées appartenant au même secteur ou à la même zone géographique, avec une position nette résultante plutôt longue, ou plutôt vendeuse, ou neutre. Ceci nécessite de bien maîtriser les outils de sélection des titres.

### Arbitrage statistique à haute fréquence
High Frequency Statistical arbitrage (« arbitrage statistique à haute-fréquence ») : consiste à prendre des positions basées sur un écart de comportement par rapport à l'historique, c'est-à-dire à miser sur un retour à la moyenne. Ceci peut consister à tirer profit d'une baisse ou d'une hausse de la corrélation entre des titres, secteurs ou marché, lorsque celle-ci semble injustifiée d'un point de vue fondamental. Ce comportement est auto-prédictif, c'est-à-dire son adoption favorise la stabilité des observations. ex. : tirer profit d'une baisse de la corrélation entre BNP et GLE en achetant l'une et en vendant l'autre.

### Trading quantitatif
Quantitative trading : consiste à prendre des positions basées sur des prédictions effectuées par un modèle quantitatif, c'est-à-dire une analyse des cours et des informations dans le but de déceler des signaux acheteurs ou vendeurs. Stratégie efficace sur les futures uniquement (frais de courtages très faibles et liquidité suffisante).

### Stratégie macro-globale
Macro / opportuniste : tente de tirer profit des évolutions de l'économie globale, en particulier les évolutions de taux dues aux politiques économiques des gouvernements. Elle utilise les instruments reflétant la situation économique mondiale : devises, indices, courbes de taux, matières premières.

### Arbitrage sur produits de taux
Arbitrage sur produits de taux : cherche à tirer profit des mouvements et des déformations de la courbe des taux. Elle utilise comme véhicules les titres d'État, les futures et les swaps de taux.

### Situations spéciales
Situations spéciales : le gestionnaire recherche les opportunités générées par des événements intervenant dans la vie des entreprises : filialisation, fusions, ou des difficultés.

### Arbitrage sur fusions-acquisitions
Arbitrage sur fusions-acquisitions : la possibilité d'arbitrage dans ce genre de situations (OPA, OPE) résulte de l'écart entre le prix annoncé par l'acquéreur et le prix auquel la cible se traite sur le marché.

### Marchés émergents
Marchés émergents : investit dans les marchés en développement. Stratégie très risquée car les instruments de couverture ne sont pas toujours disponibles sur ce type de marché. En outre, le gérant est confronté au risque de liquidité, les marchés émergents étant souvent peu liquides.

### Analyse collaborative
Analyse collaborative : approche innovante consistant à utiliser des algorithmes afin de mettre en relation et d'exploiter les meilleures strategies ou choix d'analystes et traders professionnels (par exemple Marshall Wace) ou bien amateurs (par exemple UHedgeFund).

## Accès et rémunération
- Ce métier, théoriquement accessible à n'importe qui, nécessite néanmoins des compétences solides pour être efficace, acquises généralement dans le cadre d'une formation de niveau bac+5, et parfois dans le cadre d'une expérience préalable dans une institution financière ou de manière autodidacte.
- Une formation de niveau bac+5 en mathématiques financières, basée sur les probabilités et plus particulièrement sur le calcul stochastique, est de plus en plus fréquente. Elle permet notamment de mieux appréhender les produits dérivés financiers et la gestion des risques[5].
- C'est un métier qui exige une bonne résistance au stress, de l'audace et une forte capacité d'analyse et d'adaptation.

Depuis la crise financière de 2008, et sur une recommandation émise lors du Sommet du G20 à Washington cette année-là, les pays ayant les activités de marché les plus développées ont introduit dans leur législation ou leur réglementation bancaire de nouvelles contraintes dans la politique de rémunération variable des traders,,. On retrouve en général les principes suivants :
- la part des résultats opérationnels des opérations de marché versée aux traders au titre de leur rémunération variable doit baisser ;
- la rémunération variable ne peut plus être garantie au-delà d'un an dans tout nouveau contrat de travail.
- une partie de la rémunération variable allouée à chaque trader doit être différée dans le temps, d'au moins une année, cette partie étant susceptible d'être réduite ou annulée si des pertes ultérieures se rapportant à cette activité peuvent lui être imputées.
- une partie de cette rémunération différée doit être de préférence versée sous forme de titre de capital de l'entreprise ou être assortie d'achats d'actions, dans la durée, par le trader.

En France, 8 200 traders ont touché, en 2010, un bonus annuel moyen de 242 000 euros, en plus de leur salaire fixe.
La rémunération peut cependant être nettement supérieure : par exemple la rémunération totale de Bruno Iksil, surnommé « la baleine de Londres », était de 7,32 millions de dollars en 2010 et de 6,76 millions de dollars en 2011, selon le rapport du Sénat américain.
Selon le département américain de la Justice, un trader de Deutsche Bank a quant à lui touché un bonus de 136 millions de dollars en 2008, avant d'être impliqué par la justice américaine dans le scandale de manipulation du taux Libor, qui a valu à cette banque une amende de 2,5 milliards de dollars.

## Sources d'information
Pour atteindre ses objectifs, l'opérateur de marché doit être en mesure d'utiliser la bonne information au moment opportun.
L'information lui parvient, outre par les médias traditionnels (télévision, journaux, etc.), aussi par le biais d'agences de presse, type Reuters, Bloomberg, Dow Jones, Agence France-Presse, grâce à des terminaux spécialisés. Ces sociétés fournissent en temps réel des dépêches, des analyses, des reportages, le plus souvent sous forme textuelle, sur ce qui se passe sur la planète. L'opérateur de marché est la deuxième personne sur terre à recevoir l'information, après le journaliste lui-même.
Ces agences permettent aussi d'accéder aux données de marché, soit en transmettant les cotations, volumes, etc., des bourses, soit en interrogeant les acteurs des marchés de gré à gré et en rendant publiques ces informations.
Enfin, des analystes et des économistes travaillent sur des analyses approfondies des marchés (offre, demande, éléments porteurs ou défavorables, perspective d'évolution à plus ou moins long terme, etc.).
L'opérateur de marché doit trier et compiler ces informations afin d'en tirer ce qui lui semble pertinent pour le marché auquel il s'intéresse. Il va essayer d'élaborer ses propres anticipations d'évolution. Il reste seul responsable des gains ou pertes qu'il pourrait générer.

## Modes opératoires
Le trading systématique repose sur des règles claires et mathématiques de sorte qu’elles puissent être testées et évaluées à long terme. Elles s'appuient sur l'analyse technique. Des événements déclencheurs aboutissent à des signaux d’achat ou de vente. Suivant la tendance de marché, certains logiciels permettent de configurer suivant vos critères les plus percutants les déclencheurs d’achat ou de vente (chandeliers, RSI, …).
Il est bien de noter que de plus en plus de transactions sur les bourses mondiales s'effectuent par le biais de robots de trading. Cette pratique, le high frequency trading (trading haute fréquence), représente désormais plus de la moitié des échanges en carnets. Impossible à travailler pour l'humain (les ordres se réalisent en millième de seconde), ce trading du XXIe siècle donne de plus en plus de place aux logiciels mais surtout permet aux grands noms de la finance de « commander » les indices in fine. Ce système de trading aboutit parfois à des dysfonctionnements très importants comme lors du micro-krach de Wall Street du 6 mai 2010 qui fit plonger en l'espace de quelques minutes le Dow Jones de -2 à -10 %.

## Opérateurs de marché célèbres
- Nick Leeson, qui a fait une perte de 1,3 milliard de dollars ayant entraîné la faillite de la banque Barings.
- Jérôme Kerviel, qui a été jugé responsable d'une perte de 4,82 milliards d'euros par la Société générale en 2008.
- Blythe Masters, opératrice de J.P. Morgan & Co., qui a inventé le contrat d'échange sur défaut de paiement (en anglais credit default swap, ou CDS).
- Bruno Iksil, surnommé la « baleine de Londres » pour ses positions importantes sur les marchés de CDS, accusé d'être responsable, avec ses supérieurs de J.P. Morgan, d'une perte de 6,2 milliards de dollars[12].
- Tom Hayes (en), condamné à 14 ans de prison pour avoir poussé au moins 25 autres traders et brokers à manipuler l'indice de taux d'intérêt Libor[13].
- Richard Dennis, célèbre pour avoir créé le programme de formation « Turtle Trading »
- Richard Wyckoff, célèbre pour avoir développé une méthode de trading
- William Delbert Gann, aux méthodes assez complexes et mystiques
- B.N.F, de son vrai nom Takashi Kotegawa, trader japonais célèbre

## Au cinéma
Le cinéma s'est plusieurs fois inspiré des traders, et en a fait les personnages principaux de plusieurs films :
 Sauf indication contraire, les informations mentionnées dans cette section peuvent être confirmées par la base de données cinématographiques IMDb,  présente dans la section « Liens externes ».
- 1934 : Ces messieurs de la Santé de Pierre Colombier
- 1962 : L'Éclipse de Michelangelo Antonioni
- 1978 : Le Sucre de Jacques Rouffio
- 1983 : Un fauteuil pour deux de John Landis
- 1987 : Wall Street d'Oliver Stone
- 1989 : Romuald et Juliette de Coline Serreau
- 1990 : Le Bûcher des vanités de Brian De Palma
- 1999 : Trader de James Dearden
- 2000 : Les Initiés de Ben Younger
- 2000 : American Psycho (film) de Mary Harron
- 2010 : Wall Street : L'argent ne dort jamais d'Oliver Stone
- 2011 : Margin Call de J. C. Chandor
- 2011 : Ma part du gâteau de Cédric Klapisch
- 2012 : Le Capital de Costa-Gavras
- 2013 : Blue Jasmine de Woody Allen
- 2013 : Le Loup de Wall Street de Martin Scorsese
- 2015 : The Big Short : Le Casse du siècle de Adam McKay
- 2016 : L'Outsider de Christophe Barratier